# Brian G. W. Manning
Brian G. W. Manning, né le 14 mai 1926 et mort le 10 novembre 2011, est un astronome anglais.

## Biographie
Manning a découvert plusieurs astéroïdes. Il est né en 1926 à Birmingham. Il a construit son premier miroir d'un morceau de verre récupéré après qu'une bombe a explosé sur le toit de l'usine où son père travaillait, lors de la seconde guerre mondiale. Il a commencé comme dessinateur, et est devenu plus tard météorologue à l'université de Birmingham. En 1990, il reçut le prix H. E. Dall du BAA,.
Brian Manning est crédité par le Centre des planètes mineures de la découverte de 19 astéroïdes, tous situés dans la ceinture principale, entre 1989 et 1997. Il observait depuis son observatoire à Stakenbridge (Code UAI 494), près de Kidderminster, en Angleterre.

## Liste des astéroïdes découverts par Manning
| Astéroïdes découverts : 19 | Astéroïdes découverts : 19 | Astéroïdes découverts : 19 |
| -------------------------- | -------------------------- | -------------------------- |
| (4506) Hendrie             | 24 mars 1990               |                            |
| (4751) Alicemanning        | 17 janvier 1991            |                            |
| (6156) Dall                | 12 janvier 1991            |                            |
| (6191) Eades               | 22 novembre 1989           |                            |
| (7239) Mobberley           | 4 octobre 1989             |                            |
| (7465) Munkanber           | 31 octobre 1989            |                            |
| (7519) Paulcook            | 31 octobre 1989            |                            |
| (7573) Basfifty            | 4 novembre 1989            |                            |
| (8166) Buczynski           | 12 janvier 1991            |                            |
| (8545) McGee               | 2 janvier 1994             |                            |
| (8914) Nickjames           | 25 décembre 1995           |                            |
| (10381) Malinsmith         | 3 septembre 1996           |                            |
| (10515) Old Joe            | 31 octobre 1989            |                            |
| (10538) Torode             | 11 novembre 1991           |                            |
| (15347) Colinstuart        | 26 octobre 1994            |                            |
| (24728) Scagell            | 11 novembre 1991           |                            |
| (52633) Turvey             | 30 novembre 1997           |                            |
| (69273) 1989 TN1           | 4 octobre 1989             |                            |
| (100690) 1997 YY6          | 25 décembre 1997           |                            |